# Arrivò Angel Kid e... cominciò la festa
Arrivò Angel Kid e... cominciò la festa (The Wicked Die Slow) è un film del 1968, diretto da William K. Hennigar.

## Trama
Angel Kid, un famigerato pistolero, e il suo aiutante messicano Armadillo, attraversano l'ovest del dopoguerra alla ricerca di quattro indiani che hanno violentato la ragazza di Kid.